# El arte de la pintura
El arte de la pintura (Alegoría de la pintura) es una famosa obra del pintor holandés Johannes Vermeer, quien hubo de pintarla hacia 1666. Está realizada al óleo sobre lienzo y mide 120 cm de alto y 100 cm de ancho, por lo que es la tercera obra más grande dentro de la producción conocida de este artista, después de las obras jóvenes "Cristo en la casa de Marta y María" y "La alcahueta". Se conserva en el Museo de Historia del Arte de Viena, Austria, donde ha estado expuesta desde que fue recibida por el gobierno austriaco en 1946. En neerlandés es conocido como De Schilderkunst o Allegorie op de schilderkunst. Este cuadro también es conocido con el título de El estudio del artista.
Muchos expertos de arte creen que la obra es una alegoría de la pintura, de ahí el título alternativo de este cuadro. Es el más complejo de los cuadros de Vermeer y según los críticos, una de las obras más logradas del pintor, si no la mayor composición, trabajando en ella durante varios años. Se deduce que es un autorretrato de espaldas. La figura femenina, representando a una musa, se ha propuesto como la hija del pintor, Maria Vermeer. 
La pintura es famosa por ser una de las favoritas de Vermeer, y un buen ejemplo del estilo óptico de pintura. Creado en una época sin fotografía, ofrece una representación visual realista de la escena y es, se supone, una muestra del uso de la cámara oscura. 

## Historia
El cuadro se considera una pieza esencial en el catálogo de Vermeer, porque el propio pintor no se separó de él ni lo vendió, ni siquiera cuando tuvo deudas. Incluso después de su muerte en 1675, su viuda Catharina lo legó a su madre, Maria Thins, en un intento de evitar su venta forzosa para satisfacer a los acreedores. El ejecutor de la herencia de Vermeer, el afamado microscopista de Delft, Anton van Leeuwenhoek, determinó que la transmisión de la obra a la suegra del pintor fue ilegal.
La pintura permaneció sin descubrir durante un siglo hasta su compra por 50 florines en 1813 por el conde austriaco Johann Rudolf Czernin. Hasta 1860, la pintura pasó como obra de un contemporáneo de Vermeer, Pieter de Hooch, compañero suyo en el gremio de San Lucas (de pintores) de la ciudad. La firma de Pieter incluso se falsificó sobre la pintura. Solo por la intervención del erudito francés experto en Vermeer, Théophile Thoré, se reconoció como un original de Vermeer y de ahí comenzó su fama. El cuadro fue exhibido públicamente en Viena por la familia Czernin hasta la invasión de Austria por los nazis en 1939.
Después de la invasión nazi de Austria, altos oficiales nazis, incluido el Reichsmarschall Hermann Goering, intentaron adquirir el cuadro. El conde Jaromir Czernin tenía previsto venderlo a otra persona, pero presionado por Adolf Hitler accedió a ofrecérselo por 2 millones de reichsmarks con destino al gran museo que Hitler pensaba erigir en Linz. Según alegan ahora los descendientes del conde, finalmente el precio pagado fue inferior, ya que los alemanes amenazaron al propietario con enviarle a un campo de concentración. Algunas fuentes sitúan el precio en 1,65 millones, que fue pagado a través del agente Hans Posse el 20 de noviembre de 1940.
El cuadro fue rescatado de una mina de sal a finales de la Segunda Guerra Mundial en 1945, donde estaba protegido de los bombardeos aliados, con otras obras de arte. Los estadounidenses devolvieron la pintura al gobierno austriaco en 1946, puesto que se estimaba que la familia Czernin lo vendió voluntariamente, sin fuerza indebida por parte de Hitler. Pero en septiembre de 2009, los Czernin alegaron que la venta fue forzosa, y reclamaron una resolución justa del asunto. Según la página web del periódico español El Mundo, las autoridades austríacas estudiarán cómo actuar.

## Descripción
La pintura representa, siempre dentro de las pinturas de género o de interior doméstico que acostumbró pintar Vermeer, una escena íntima de un pintor pintando a una modelo femenina en su estudio, junto a una ventana, con el fondo de un gran mapa de los Países Bajos, objetos comunes en los cuadros del pintor. El pintor se halla delante del caballete, sentado, con los utensilios más evidentes de pintura, como el tiento y el pincel. La cortina y la silla de cuero de estilo español enfrente representan un típico trampantojo. En la mesa se hallan objetos con implicaciones artísticas, como el mascarón y las hojas impresas en pliegos largos, el libro y la tela satinada. Otros puntos fuertes de la obra son: el uso de colores brillantes y el impacto de la luz filtrándose por la ventana sobre varios elementos de la pintura. 

### Elementos
La pintura tiene solo dos personajes, el pintor y su modelo. Se cree, pues, un autorretrato del artista, aunque no resulta visible su cara. Viste con lujo, lo mismo que hizo Rembrandt en El pintor en su estudio. El traje es similar al que viste otra figura de un cuadro que se supone que es también autorretrato de Vermeer, "La alcahueta". La vestimenta lujosa subraya la idea de que el pintor no es un mero artesano sino ejecutor de un trabajo distinguido.
Una serie de objetos que se muestran en el estudio del artista se ha inferido que están fuera de lugar. El suelo de mármol ajedrezado y el candelabro dorado son dos ejemplos de objetos que normalmente estarían reservados entonces para casas de las clases pudientes, por lo que se consideran idealizados. El mapa del fondo es de las Diecisiete Provincias Unidas de los Países Bajos (Bélgica y Holanda unidas, antes de la separación política y religiosa), flanqueado por vistas de los principales centros de poder; fue publicado por Claus Jansz Visscher en 1636.

### Simbolismo y alegoría
Los expertos atribuyen simbolismo a varios aspectos de este cuadro.
El tema es la musa de la historia, Clío. Esto se evidencia en que luce una corona de laurel, sostiene un cuerno (que representa la fama, como encarnación de la celebridad) y lleva un libro (representando el conocimiento), según el texto del siglo XVI de Cesare Ripa sobre emblemas y personificaciones, titulado Iconologia.
El águila de dos cabezas, símbolo de la dinastía austriaca de los Habsburgo y anteriores dirigentes de Holanda y entonces reinantes en Flandes, que adorna el candelabro dorado central, puede haber simbolizado la fe Católica y la unión de los Países Bajos. Vermeer era católico converso por matrimonio en una Holanda predominantemente protestante. La ausencia de velas en el candelabro se supone que representaría la supresión de la fe católica. Hay discrepancias sobre la interpretación política y confesional sobre esto, sin embargo.
Como corresponde a una alegoría, la luz natural se convierte en luz glorificadora, a través del recurso de la luz intensa que proviene de una ventana invisible, a la izquierda, y que cae directamente sobre la modelo personificando a la musa, que el pintor pinta.